# ADEFRA
Generation ADEFRA – Schwarze Frauen in Deutschland (en español: Mujeres Negras en Alemania) es una organización cultural y política alemana para mujeres negras y otras mujeres de color. Fundado en 1986, se considera el primer grupo activista de base de mujeres afroalemanas. Desde el 2000 tiene su sede en Berlín.

## Historia
ADEFRA fue fundada en 1986 por un grupo de feministas negras y lesbianas, entre ellas Katja Kinder, Elke Jank, Katharina Oguntoye, Eva von Pirch, Daniela Tourkazi, Judy Gummich y Jasmin Eding. Se inspiraron en la autodefinición política "afroalemana", acuñada por la poeta y activista estadounidense Audre Lorde. Se unieron en parte para producir el libro Showing Our Colors: Afro-German Women Speak Out. Las reuniones iniciales con Lorde y sus visitas posteriores a Alemania, junto a la publicación de Showing Our Colors fueron catalizadores cruciales para el movimiento.
Se considera el primer grupo activista de base en Alemania que fue creado tanto por mujeres negras como para ellas. El nombre del grupo, es una abreviatura de «Afrodeutsche Frauen» (mujeres afroalemanas), también llegó a asociarse con una palabra amhárica que significa "la mujer que muestra coraje".
Es una organización hermana de la Iniciativa Schwarze Menschen in Deutschland (ISD). Juntas, fueron consideradas las dos organizaciones sociopolíticas afroalemanas más grandes a principios de la década de 2000. Si bien ADEFRA mantuvo vínculos estrechos con la Iniciativa Schwarze Menschen in Deutschland (ISD), la relación evolucionó con el paso de los años. En las reuniones iniciales del ISD en ocasiones había misoginia, sexismo y homofobia, lo que alejaba a las miembros femeninas, un reflejo de las dinámicas de otros movimientos sociales de izquierda de los años 1960 y 1970. Sin embargo, ADEFRA e ISD desarrollaron una relación de colaboración única que los distinguió de otros movimientos contemporáneos. Las secciones locales de ADEFRA e ISD, particularmente en Berlín y Múnich, a menudo compartían recursos y trabajaban en iniciativas conjuntas. Esta cooperación alentó a los miembros masculinos de ISD a enfrentar problemas de misoginia, homofobia y feminismo dentro de su organización.
Después de su fundación, se formaron grupos afiliados en varias ciudades alemanas y celebraron reuniones nacionales anuales hasta mediados de la década de 1990. Después de la caída del Muro de Berlín, las miembros de ADEFRA trabajaron para unificar a las mujeres negras tanto en Alemania Oriental como Occidental, y el grupo celebró su primera reunión nacional posterior a la unificación en diciembre de 1990 en Múnich.
La organización tuvo su sede en Múnich hasta finales de los años 90. Desde el 2000 la sede se encuentra en Berlín.  Más adelante se empezó a conocer como Generación ADEFRA.
Entre sus miembros notables se encuentran: May Ayim, Peggy Piesche, Ika Hügel-Marshall, Bärbel Kampmann o Katharina Oguntoye.

## Actividades
Su propósito es ser un espacio donde las mujeres negras puedan compartir sus experiencias y conectar entre sí, ya que en la época de su fundación, las personas negras en Alemania vivían en gran medida aisladas y pasaban la mayor parte del tiempo en espacios predominantemente blancos. La organización también combatió el racismo dentro del movimiento feminista alemán en el momento de su fundación. Ika Hügel-Marshall, miembro de ADEFRA, describió a la organización como un "foro donde las mujeres negras pueden expresar sus inquietudes sobre una amplia gama de temas, como política, educación, estilo de vida y salud".
ADEFRA está abierta a todas las mujeres negras, independientemente de su edad u orientación sexual; ha sido clasificada por sus miembros, incluida Peggy Piesche, como una comunidad queer-feminista negra. Además de las mujeres de la diáspora africana, el grupo ha incluido a miembros de otros grupos minoritarios en Alemania, incluidos los alemanes asiáticos.
Organizan lecturas, talleres y otros eventos sobre temas como el antirracismo y la historia de los europeos negros. En 2006 con motivo del 20º aniversario, celebraron el Congreso Generation ADEFRA (¿Autonomía Negra en Alemania?)., que se combinó con una exposición en el Museo Europeo de Culturas. Se centran especialmente en el empoderamiento a través de la educación, incluido el proyecto Black European Studies (BEST), y también han participado en iniciativas internacionales.
En la década de 1980, ADEFRA publicó su propia revista, Afrekete, editada por Elke Jank.

## Reconocimientos
En 2018 la artista y fotógrafa Aleksandra Bardas creó el proyecto ADEFRA - Power in motion, en el que realiza retratos de mujeres para aumentar la representación de las mujeres negras y de color en la sociedad alemana.